# Robert Lepeltier
Pour les articles homonymes, voir Lepeltier.
 (mai 2012).
Si vous disposez d'ouvrages ou d'articles de référence ou si vous connaissez des sites web de qualité traitant du thème abordé ici, merci de compléter l'article en donnant les références utiles à sa vérifiabilité et en les liant à la section « Notes et références ».
Robert Lepeltier, né à Paris le 27 août 1913 et mort dans cette même ville le 17 juin 1996, est un peintre français.

## Biographie
Après cinq années à l'École nationale supérieure des beaux-arts, ainsi qu'à l'académie de Paul Albert Laurens, où il reçoit une solide formation en composition, anatomie, peinture et dessin. Il bénéficie notamment des conseils d'Édouard Vuillard. Il travaille un temps dans les ateliers de décorations de son père le peintre Léon Lepeltier.
La Seconde Guerre mondiale et la captivité interrompent ses activités artistiques.
Pendant plus d'un demi-siècle, il expose dans les Salons et comme membre du « groupe des Deux-Rives ». Il peint à Paris et dans les environs de sa maison à Champagne-sur-Oise. Il est aussi restaurateur de dessins et pastels anciens, auteur d’un ouvrage sur la restauration des œuvres sur papier et conservateur du musée Louis Senlecq à L'Isle-Adam.

## Style
Artiste caractéristique de la figuration du XXe siècle, influencé par des peintres tels Albert Marquet ou Pierre Bonnard, nourri de culture classique et fidèle à la tradition de l'art français, il offre une vision du monde rassurante, tonifiante par sa fraîcheur et sa gaieté. Bénéficiant des conquêtes esthétiques de son temps, dépassant les règles de l'académisme, il traite des sujets où le réel et l'imaginaire sont subtilement mêlés.
Ayant aussi pratiqué le paysage, Robert Lepeltier apparaît surtout comme un peintre de figures. Il peint son épouse la sculptrice Odette Lepeltier et ses enfants et de nombreux nus féminins : des danseuses, des baigneuses, des couples.

## Principales expositions
- 1945, Galerie Perrier, Paris
- 1946, Galerie des deux Iles, Paris
- 1952, Galerie Marcel Bernnheim, Paris
- 1954, 1955 1956 Galerie Durand Ruel, Paris
- 1952, 1954 Galerie André Weil, Paris
- 1968, Galerie Schmidt, Paris
- 1972, Galerie 5, Genève
- 1994, Galerie Marcel Bernheim, Paris